# Boukatchatcha
Boukatchatcha (en russe : Букачача) est une commune urbaine russe du raïon de Tchernychevsk du kraï de Transbaïkalie, en Sibérie. Elle fait partie de l'établissement urbain de Boukatchatcha, et sa population s'élevait à 1 348 habitants au recensement de 2021.

## Toponymie
Le nom de « Boukatchatcha » vient de l'évenki, pouvant signifier soit « fesses sales » soit « basse-cour ».

## Géographie
La commune urbaine de Boukatchatcha se situe dans le kraï de Transbaïkalie, un kraï situé en Transbaïkalie, région de Sibérie orientale, en Russie. Elle fait partie du district fédéral extrême-oriental. La localité fait partie du raïon de Tchernychevsk, un raïon du kraï, avec Tchernychevsk comme centre administratif. Elle fait partie de l'établissement urbain de Boukatchatcha, une municipalité dont elle est le chef-lieu,.
La commune se trouve dans le cours supérieure de la rivière Agita, un affluent de la rivière Kouïenga et donc un sous-affluent de la Chilka.
Le fuseau horaire du village est MSK+6 (heure de Iakoutsk). Le décalage horaire appliqué par rapport au temps universel coordonné est +09:00.

## Histoire
La localité a été fondée en 1911 lorsque des colons du gouvernement de Kalouga se sont installées ici dans une zone où des chasseurs Toungouses avaient découvert à la fin du XIXe siècle des gisements de charbon. Les travaux d'explorations commencèrent en 1914, et en 1916 l'exploitation du charbon commença, exploitation par la suite interrolpue pendant la guerre civile russe.
Les travaux d'exploration reprirent de 1924 à 1926, et en 1930 la mine fut ouverte. Une usine de chaux, une usine de couture et une usine de transformation de bois furent par la suite construits dans la ville.
En 1998, en raison de l'épuisement des réserves de charbon et de la non-rentabilité de la mine, la mine fut fermée.

## Démographie
Recensements (*) et estimations de la population,,:
| 1959*  | 1970*  | 1979* | 1989* |
| ------ | ------ | ----- | ----- |
| 13 184 | 11 024 | 9 471 | 7 941 |

| 2002* | 2010* | 2021* | - |
| ----- | ----- | ----- | - |
| 3 525 | 2 340 | 1 348 | - |

## Culture locale et patrimoine
La localité possède une statue de Lénine et un monument aux morts de la Seconde Guerre mondiale.